# Gerontha borea
Gerontha borea är en fjärilsart som beskrevs av Sigeru Moriuti 1977. Gerontha borea ingår i släktet Gerontha och familjen äkta malar. Inga underarter finns listade i Catalogue of Life.